# Pseudomyrmex browni
Pseudomyrmex browni es una especie de hormiga del género Pseudomyrmex, subfamilia Pseudomyrmecinae. Fue descrita por Kempf en 1967.